# Mitsutoshi Furuya
Mitsutoshi Furuya (古谷三敏 Furuya Mitsutoshi?) (Mukden, Manchukuo, 8 de noviembre de 1936 - Tokio, Japón, 8 de diciembre de 2021 es mangaka japonés. Empezó su carrera siendo asistente de Fujio Akatsuka, otro mangaka. Furuya es más conocido por el trabajo llamado Dame Oyaji ("No-Good Dad", 1970–1982), con el cual ganó el premio Shōgakukan para la categoría shōnen en el año 1979. y más tarde la serie fue adaptada a una serie de anime.

## Trabajos
- Bar Lemon Heart (ＢＡＲレモンハート?) (19 volúmenes)
- Papasan (パパさん?) (2 volúmenes)
- Obaachan no Daidokoro-hiden (おばあちゃんの台所秘伝?   "Granny's Kitchen-secrets") (1 volúmenes)
- Dame Oyaji (ダメおやじ?) (1970-1982, Shonen Sunday)